# Kyläsaari
Kyläsaari (suédois : Byholmen) est une section du quartier Hermanni d'Helsinki en Finlande.

## Description
La section Kyläsaari à une superficie est de 0,3 km2 pour 306 habitants.

## Galerie

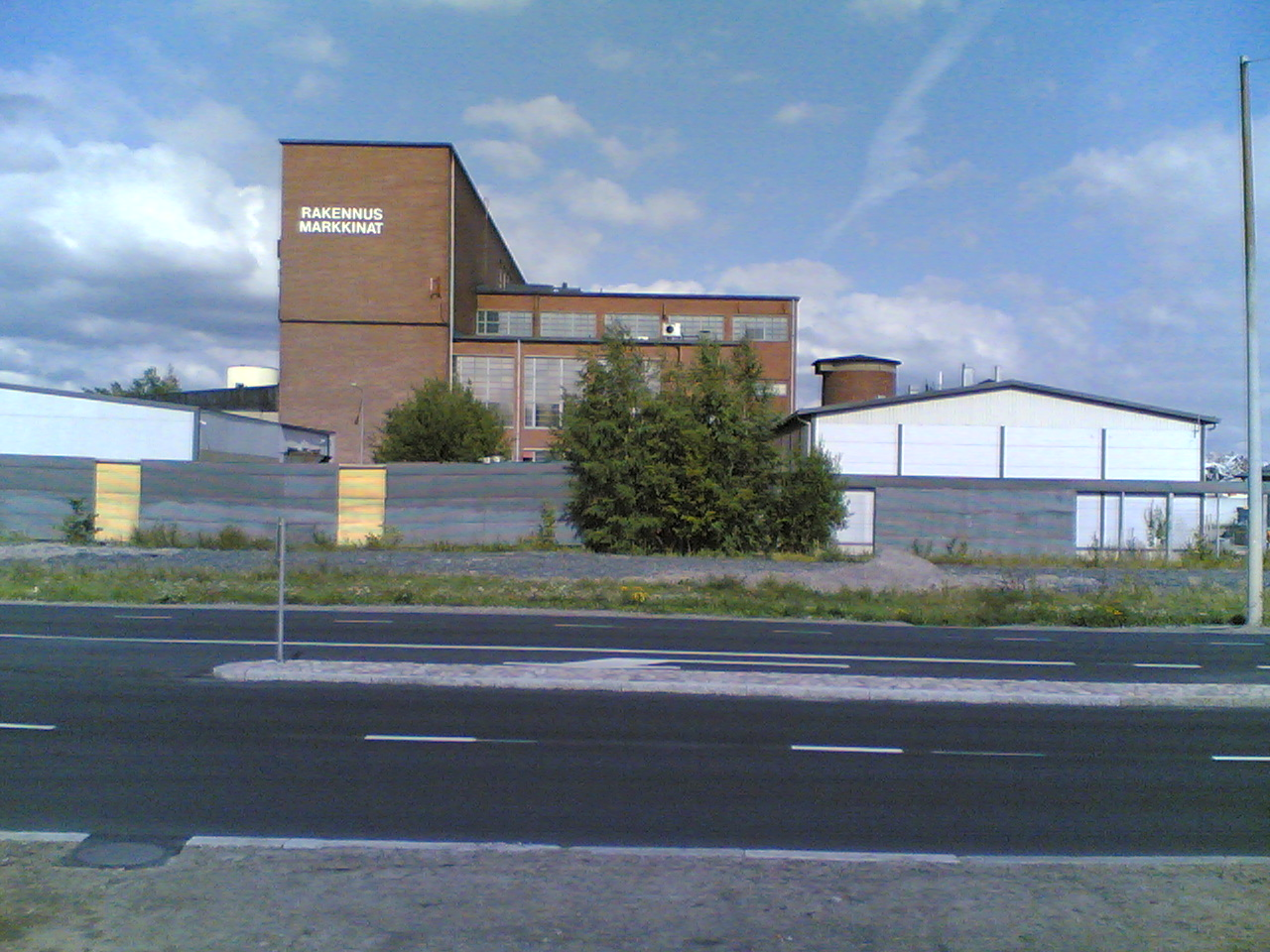
Rue rantatie.